# 妳在月夜裡閃耀光輝
《妳在月夜裡閃耀光輝》（日语：君は月夜に光り輝く，簡稱「君月」）是佐野徹夜所著的日本小說，插圖由loundraw擔任。2017年2月由MediaWorks文庫出版。故事描述一位罹患不治之症「發光病」的女高中生，在剩餘生命中未能完成的事情，由偶然來到醫院的同班男同學「代為完成」，彼此逐漸互通心意的愛情小說。2019年2月，本作續集短篇集《妳在月夜裡閃耀光輝 散篇》（君は月夜に光り輝く +Fragments）同樣由MediaWorks文庫出版，描寫了角色們的後續故事。漫畫版由マツセダイチ擔任作畫，於2019年2月至7月由KADOKAWA發行。
佐野憑藉本作在2016年獲得第23屆電擊小說大獎，並以作家身份出道。截至2021年6月，該系列累積發行量已突破了70萬冊。改編真人電影於2019年3月上映。

## 故事概要
岡田卓也升上高一後，被委託去看望同班同學渡良瀨真水。真水患有一種名為「發光病」的疾病，特徵是在月光下身體會發光。引起這種疾病的原因不明，也沒有治療方法。撇除這種罕見疾病，真水就像其他班上的女學生一樣，是極其美麗的存在。當卓也得知真水有「死前想完成的事」時，就決定幫助她實現願望。卓也和即將面臨死亡的真水之間展開了一段奇特的關係。

## 登場人物
岡田卓也
本作男主角。故事開始時為高中一年級生。因為姊姊在交通事故中去世後，對生活感到厭倦。被姊姊的朋友委託去探望真水，由此和真水展開一段刻骨銘心的感情。《散篇》補述卓也在真水病逝後深陷悲痛之餘仍試圖振作，投身復健、和香山或家人出門，拜訪真水的家人並開始將精力投入精進課業，為了銘記真水選擇考取醫學院立定從醫志願。他在畢業後擔任大學醫院的駐職醫生，經常面臨病患的生離死別與思念真水的情懷，但同時認為真水帶給他活下去的動力，31歲時體認自身不是孤單的事實，感懷著真水之餘仍持續專注在眼前的生活。
渡良瀨真水
本作女主角。與岡田卓也就讀同一所高中的女學生，但自從罹患了不治之症「發光病」後，只能在醫院裡生活。罹患「發光病」的患者均有身體在夜晚時分會發光的症狀，當光芒極致之時便是患者將逝世的時候。她希望卓也能幫她完成在死前想做的事情，過程中和卓也漸生戀情，臨終前向卓也正式表白，委託他代替自己活下去便安然辭世。
香山彰
卓也和真水的同班同學，也是卓也的朋友及恩人。為《散篇》的重要敘事角色之一。
岡田鳴子
卓也的姐姐，15歲時在一起交通事故中去世。
平林莉可
卓也打工的地方的前輩。

## 出版書籍

### 小說
| 卷數 | KADOKAWA      | KADOKAWA               | 台灣角川      | 台灣角川               | 四川文艺出版社 | 四川文艺出版社         |
| 卷數 | 發售日期      | ISBN                   | 發售日期      | ISBN                   | 發售日期       | ISBN                   |
| ---- | ------------- | ---------------------- | ------------- | ---------------------- | -------------- | ---------------------- |
| 本篇 | 2017年2月25日 | ISBN 978-4-04-892675-1 | 2017年10月6日 | ISBN 978-986-473-935-6 | 2025年         | ISBN 978-7-5411-7098-0 |
| 散篇 | 2019年2月23日 | ISBN 978-4-04-912339-5 | 2019年9月26日 | ISBN 978-957-743-258-2 |                |                        |

### 漫畫
| 卷數 | KADOKAWA      | KADOKAWA               | 台灣角川      | 台灣角川               |
| 卷數 | 發售日期      | ISBN                   | 發售日期      | ISBN                   |
| ---- | ------------- | ---------------------- | ------------- | ---------------------- |
| 上   | 2019年2月22日 | ISBN 978-4-04-065155-2 | 2019年9月26日 | ISBN 978-957-743-250-6 |
| 下   | 2019年7月22日 | ISBN 978-4-04-065156-9 | 2020年2月26日 | ISBN 978-957-743-582-8 |

## 電影
改編真人電影於2019年3月15日在日本上映，由曾執導電影《我想吃掉你的胰臟》等作品的月川翔擔任導演。主演則由出演過該電影的北村匠海與出演過晨間小說連續劇《半邊藍天》的永野芽郁擔任。

### 演員
- 渡良瀨真水：永野芽郁[20]
- 岡田卓也：北村匠海
- 香山彰：甲斐翔真
- 岡田鳴子：松本穗香
- 平林莉可：今田美櫻
- 渡良瀨律：生田智子（日语：生田智子）
- 岡崎：優香
- 岡田恭子：長谷川京子
- 深見真：及川光博

### 製作人員
- 原作：佐野徹夜（日语：佐野徹夜）《妳在月夜裡閃耀光輝》（MediaWorks文庫／KADOKAWA發行）
- 導演、劇本：月川翔（日语：月川翔）
- 音樂：伊藤五郎（日语：伊藤ゴロー）
- 劇中音樂：內澤崇仁（日语：内澤崇仁）
- 攝影：柳田裕男（日语：柳田裕男）
- 編輯：坂東直哉（日语：坂東直哉）
- 製片：東寶電影
- 發行：東寶[16]
- 製片商：「妳在月夜裡閃耀光輝」製作委員會

### 主題曲
SEKAI NO OWARI蜜之月 -for the film-
作詞、作曲：Fukase，編曲：SEKAI NO OWARI、小林武史

## 來源
1. ↑  . KADOKAWA.   [2024-07-13] （日语）.
2. ↑  . Real Sound. 2020-6-21  [2024-07-13]. （原始内容存档于2024-07-13） （日语）.
3. 1 2  . Comic Natalie. 2019-02-22  [2024-07-13]. （原始内容存档于2024-07-20） （日语）.
4. ↑  . PR TIMES. KADOKAWA. 2016-10-07  [2024-07-13]. （原始内容存档于2024-07-13） （日语）.
5. ↑  . MediaWorks文庫. KADOKAWA.   [2024-07-13]. （原始内容存档于2019-04-01） （日语）.
6. ↑  mwbunko的2021年6月30日的推文、. Retrieved 2024-07-13.
7. 1 2  . 映画.com. 2018-10-15  [2024-07-13]. （原始内容存档于2024-07-13） （日语）.
8. ↑  . KADOKAWA.   [2019-09-02] （日语）.
9. ↑  . 台灣角川.   [2024-07-13]. （原始内容存档于2024-07-13）.
10. ↑  . KADOKAWA.   [2019-09-02]. （原始内容存档于2024-02-21） （日语）.
11. ↑  . 博客來.   [2024-07-13]. （原始内容存档于2024-07-13）.
12. ↑  . KADOKAWA.   [2019-09-02]. （原始内容存档于2023-04-16） （日语）.
13. ↑  . 台灣角川.   [2024-07-13]. （原始内容存档于2024-07-20）.
14. ↑  . KADOKAWA.   [2019-09-02]. （原始内容存档于2023-12-09） （日语）.
15. ↑  . 台灣角川.   [2024-07-13]. （原始内容存档于2024-07-13）.
16. 1 2  . 映画.com. 2019-03-15  [2024-07-13]. （原始内容存档于2024-05-02） （日语）.
17. ↑   (PDF). 日本映画製作者連盟.   [2024-07-13]. （原始内容存档 (PDF)于2020-01-28） （日语）.
18. ↑  . ORICON NEWS (oricon ME). 2018-10-15  [2024-07-13]. （原始内容存档于2023-06-28） （日语）.
19. ↑  . GYAO. 2019-03-13  [2024-07-13]. 原始内容存档于2019-03-15 （日语）.
20. ↑  . Music Natalie. 2018-10-15  [2024-07-13]. （原始内容存档于2020-10-02） （日语）.
21. ↑  . 音楽ナタリー.   [2024-07-13]. （原始内容存档于2023-04-05） （日语）.
22. ↑  . 音楽ナタリー.   [2024-07-13]. （原始内容存档于2024-07-13） （日语）.

## 外部連結
- 佐野徹夜《妳在月夜裡閃耀光輝》特設網站－MediaWorks文庫（日語）
- 電影《妳在月夜裡閃耀光輝》官方ARCIVES，存于（日語）
- 電影《妳在月夜裡閃耀光輝》官方的X（前Twitter）